# 4 janvier 1991
Le vendredi 4 janvier 1991 est le 4e jour de l'année 1991.

## Naissances
- Adrien van Beveren, pilote français de moto-cross
- Alexandra Grey, actrice américaine
- Anastassia Iaryguina, volleyeuse russe
- Antonio Molina, coureur cycliste espagnol
- Charles Melton, acteur américain
- Daniel Stumpf, joueur de baseball américain
- Gabriella Zelinka, triathlète hongroise
- Jonathan Breyne, coureur cycliste belge
- Pascal Bodmer, sauteur à ski allemand
- Rhydian Cowley, athlète australien, spécialiste de la marche
- Sébastien Beaulieu, Snowboarder canadien
- Tal Mallouhi, étudiante et blogueuse syrienne
- Utkir Yusupov, joueur de football ouzbek
- Viktoria Schnaderbeck, joueuse de football autrichienne

## Décès
- Aline Lapicque (née le 15 janvier 1889), illustratrice et résistante française, Juste parmi les nations
- Berry Kroeger (né le 16 octobre 1912), acteur américain
- Eddie Barefield (né le 12 décembre 1909), musicien américain
- Juozas Baltušis (né le 14 avril 1909), écrivain lituanien
- Leo Wright (né le 14 décembre 1933), saxophoniste alto, flûtiste et clarinettiste de jazz américain
- Richard Maibaum (né le 26 mai 1909), scénariste américain
- Sanmao (née le 26 mars 1943), écrivaine, romancière, traductrice, scénariste de Taïwan

## Événements
- Création du crémant de Luxembourg